# Uherská Rus

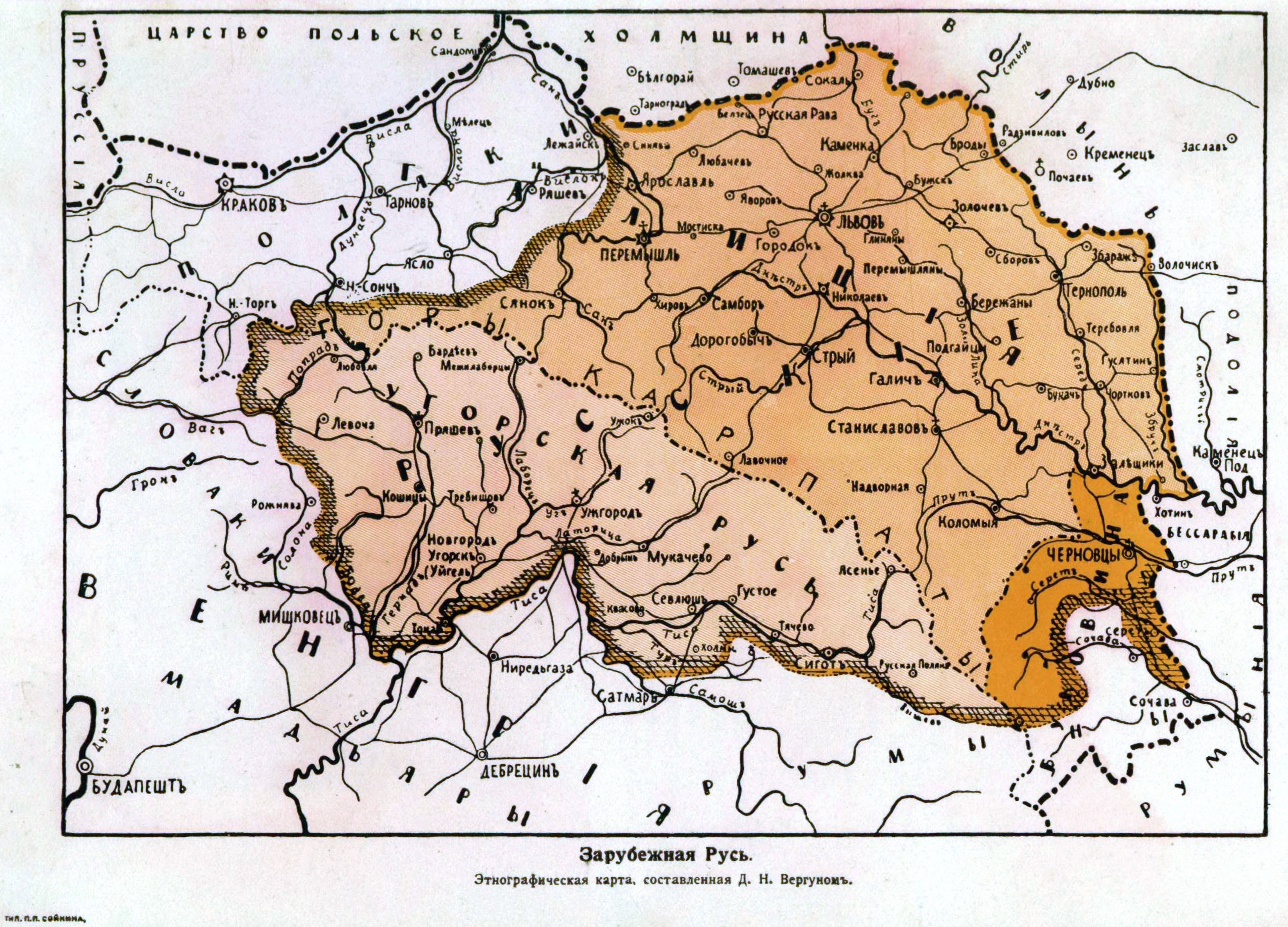
Mapa ukazující historické Rusi v Rakousko-Uhersku od Dmitrije Verguna. Růžová, znázorňující Uherskou Rus, obsahuje také města Košice či Trebišov, historicky nerusínská či neukrajinská území

Uherská Rus (rusínsky Угорска Русь, ukrajinsky Угорська Русь, rusky Угорская Русь) bylo označení pro historický region na severovýchodní hranici Uherska. Území se skládalo z dnešní Zakarpatské oblasti, Prešovské Rusi, Abova a také několika oblastí v povodí řeky Tisa v Maďarsku. Označení Uherská Rus se využívalo pro region, kde sídlilo Rusínské etnikum. Uherská Rus neobsahovala region Lemkoviny, která byla součástí Červené Rusi a Haliče.

## Název
Název Uherská Rus byl poprvé používán v ruských literárních kruzích od 18. století. Ve 30. letech 19. století se název rozšířil do samotné Uherské Rusi, zde název ovlivnil různá etnografická a historická díla během rusínského národního obrození. Kromě rusínské a ruské literatury byl název využíván v ukrajinské literatuře, bylo to na přelomu 19. a 20. století. V ukrajinské literatuře bylo území také nazývané jako Uherská Ukrajina (ukrajinsky Угорська Україна). Zkráceně se také území říkalo uhrorusko.

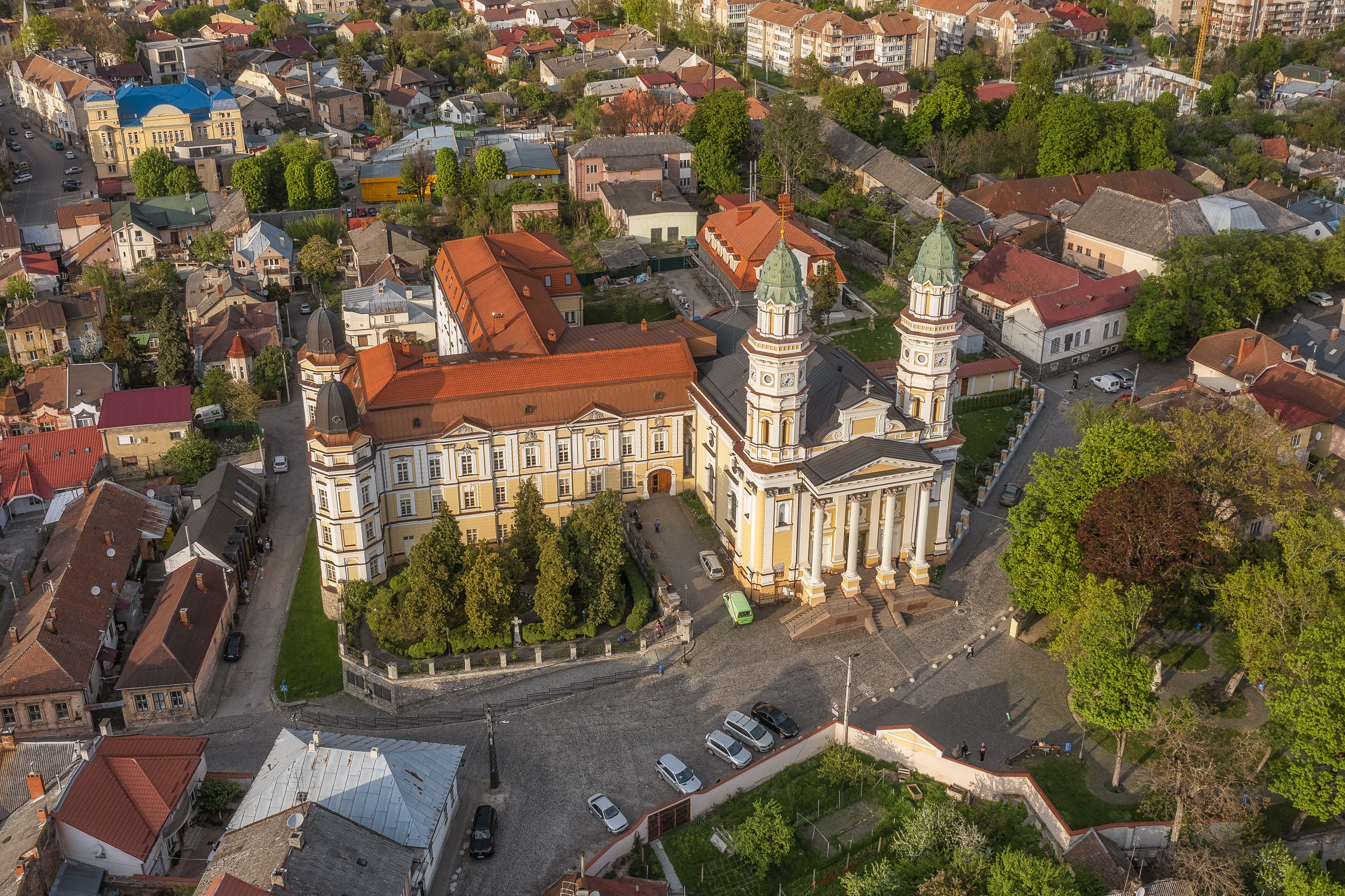
Užhorod bylo největší město v Uherské Rusi. V Katedrále Povýšení svatého kříže sídlí biskup Mukačevské eparchie.

## Historie
V 9. století během Maďarské invaze do Panonie zde žili Bílí Chorvati. V 10. století zde existovalo knížectví, kterému vládl kněz Laborec. Poté bylo území pod nadvládou Uherského království. Na konci 14. přišli na území noví osadlíci společně s Teodorem Koriatovičem. Obyvatelstvo zde bylo většinově pravoslavné. 
Po Užhorodské unii v roce 1646 proběhla rozsáhlá rekatolizace buď ke katolictví či řeckokatolictví. Místní obyvatelstvo bylo ovlivněno rusofilstvím a poté co se termín Uherská Rus rozšířil do povědomí rusínské literární inteligence, tak začali spisovatelé termín používat ve svých dílech. V roce 1919 se neoficiálně rozdělilo území Uherské Rusi mezi Podkarpatskou Rus a Prešovskou Rus. Hranice mezi Podkarpatskou Rusí a Prešovskou Rusí nebyla nikdy oficiálně vytyčena a dosud se jedná o řeku Uh.
Název Uherská Rus nebyl populární mezi komunisty a ukrajinskými nacionalisty. Na pátém sjezdu Komiterny v Moskvě v roce 1924 bylo řečeno, že východoslovanští obyvatelé v Polsku, Rumunsku a Československu jsou Ukrajinci a jejich národnostní otázka musí být vyřešena revolučním způsobem. Během okupace Podkarpatské Rusi mezi lety 1939 až 1944 byl pro region využíván maďarofilský název Uherská Rus.

## Etnikum
Ve 30. letech 19. století se název rozšířil do samotné Uherské Rusi, zde název ovlivnil různá etnografická a historická díla během rusínského národního obrození. Během obrození se také začal používat termín Uhroruský národ, který reprezentoval Rusínské obyvatelstvo v regionu. Etnické odlišení bylo patrné i v názvu díla Památník Rusínů Uherských od Adolfa Dobrjanského z roku 1849 a které také bylo prezentováno před císařem Františkem Josefem I.